# Тарасово (Спировский район)
Тара́сово — деревня в Спировском районе Тверской области России, относится к Козловскому сельскому поселению.

## География
Расположена в 42 км к северо-востоку от районного центра Спирово, в 10 км от села Козлово, на реке Тифина.

## История
По данным 1859 года в русской владельческой деревне Тарасово 20 дворов, 151 житель. Рядом (к западу от деревни) Петровский погост (5 дворов, 19 жителей) с церковью, рядом с погостом сельцо Спасское, к востоку от Тарасова — усадьба Петровское (Бережки). В 1886 году в деревне Тарасово Петровского прихода Лугининской волости Вышневолоцкого уезда 43 двора, 214 жителей. Петровский погост указан как село Петровское-Тихвинское. В советское время село (погост) присоединено к деревне.
В 1997 году в деревне было 20 хозяйств, 38 жителей. Отделение совхоза «Парижская коммуна».
До 2005 года деревня входила в Ососьенский сельский округ Спировского района.

## Население
| 1859 | 1886 | 1997 | 2002 | 2010 |
| ---- | ---- | ---- | ---- | ---- |
| 151  | ↗214 | ↘38  | ↘36  | ↘26  |

## Достопримечательности
Первое упоминание о Петровском погосте в Тихвинском относится к 1498/99 годам. В 1850 году здесь построены церкви Петра и Павла — летняя и зимняя. Деревянная зимняя церковь в 70-е годы XX века перевезена в Спирово, сейчас в её здании находится помещение райпо. Иконы были увезены в с. Курово, остальное разобрали местные жители. Летняя церковь Петра и Павла, выстроенная с использованием мотивов барокко и русского стиля, стоит у дороги в Тарасове и является главной местной достопримечательностью.